# Filomena Mascarenhas Tipote
Filomena Mascarenhas Tipote, née le 1er mars 1969, est une femme politique bissau-guinéenne.
Elle est secrétaire d'État de 2000 à 2001, ministre de l'Emploi et du Contrôle de la pauvreté en 2001, ministre des Affaires étrangères de Guinée-Bissau de 2001 à 2002, ministre des Travaux publics, du Travail et de l'Emploi de 2002 à 2003 et ministre de la Défense de 2003 à 2004.